# Jean-Louis Bérot
Pour les articles homonymes, voir Bérot.

a Compétitions nationales et continentales officielles uniquement.

b Matchs officiels uniquement.
Jean-Louis Bérot, né le 28 juillet 1947 à Dax, est un joueur de rugby à XV, qui a joué avec l'équipe de France de 1968 à 1974, évoluant au poste de demi de mêlée ou de demi d'ouverture.

## Biographie

### Carrière de joueur
Il a disputé son premier test match le 10 août 1968, contre l'équipe de Nouvelle-Zélande et son dernier test match fut contre l'équipe d'Irlande, le 19 janvier 1974. Ce jour-là il réussit dans les dernières minutes de jeu une pénalité qui fait gagner l'équipe de France. La récompense est qu'il ne sera pas sélectionné pour le match suivant. « Je ne croyais pas être dégénéré » déclarera-t-il par la suite à La Dépêche du Midi. On ne le reverra plus en équipe de France...
Bérot a commencé sa carrière internationale par une tournée en Nouvelle-Zélande et en Australie en 1968 (2 test matchs).
En 1971, il a effectué deux test matchs contre les Springboks, lors d’une tournée en Afrique du Sud. C'est la même année qu'il réussira l'une de ses plus belles sorties dans le Tournoi des cinq nations 1971. Dans un magnifique Angleterre-France qui se soldera par un match nul (14-14), il va beaucoup peser sur le match. En première mi-temps il contre un coup de pied de son vis-à-vis Wright et après une course de 30 mètres adresse une superbe passe au pied à Roland Bertranne qui marque le premier essai français. La transformation pourtant facile, est manquée par Pierre Villepreux.
Elle privera la France de la victoire. En seconde période, il réussit un drop dans une position acrobatique des 22 mètres en biais, après une passe mal ajustée de Max Barrau. Puis le coup d'éclat vient à la suite d'un coup de pied à suivre de David Duckham qu'il récupère en second rideau défensif, pressé qu'il est par plusieurs anglais. Dans une action qui n'a rien à envier à Phil Bennett, sous la pression il enchaîne deux crochets dans un mouchoir de poche éliminant ses adversaires, relance grand champ, puis Pierre Villepreux met dans le vent toute la défense anglaise sur une feinte de passe, transmet à Jean-Pierre Lux qui perce sur 40 mètres et décale Jack Cantoni qui déborde et va aplatir entre les poteaux. Le stade de Twickenham applaudit à tout rompre. Pour l'anecdote, ce jour-là l'intégralité des points anglais est marquée par l'arrière Bob Hiller.
Il avait la particularité de donner des coups de pied rasants qui avaient ainsi peu de chance de sortir directement en touche.
En 1973, il retourne dans son club formateur de l'US Dax.

### Reconversion
Après sa carrière de joueur, Jean-Louis Bérot se reconvertit au poste d'entraîneur. Il prend en charge l'équipe première de l'US Dax à deux reprises : seul de 1979 à 1981 pendant deux saisons, puis aux côtés d'Éric August.
En 1993, il entre au siège de la présidence du club omnisports de l'USD. Il annonce son départ après deux décennies pour l'intersaison 2015.
Il exerce le métier de kinésithérapeute. Il est président du syndicat des établissements thermaux de Dax et propriétaire d'un établissement thermal depuis 1974 : les Thermes Bérot.

## Palmarès
- Vice-champion de France en 1969 (avec le Stade toulousain)
- Finaliste du Challenge Yves du Manoir en 1971 (avec le Stade toulousain)

## Statistiques en équipe nationale
- Sélections en équipe nationale : 21
- Sélections par année : 2 en 1968, 2 en 1969, 2 en 1970, 9 en 1971, 5 en 1972, 1 en 1974
- Tournois des Cinq Nations disputés : 1969, 1970, 1971, 1972, 1974

## Distinction
- En avril 2007, il est nommé Chevalier de la Légion d'honneur